# 诺格鲁埃拉斯
诺格鲁埃拉斯，是西班牙阿拉贡自治区特鲁埃尔省的一个市镇。总面积100平方公里，总人口218人（2001年），人口密度2人/平方公里。